# 6498 Ko
6498 Ko è un asteroide della fascia principale. Scoperto nel 1992, presenta un'orbita caratterizzata da un semiasse maggiore pari a 2,2810791 UA e da un'eccentricità di 0,1687046, inclinata di 7,98049° rispetto all'eclittica.